# Romanian International
Die Romanian International sind die offenen internationalen Meisterschaften von Rumänien im Badminton. Sie werden erst seit 1991 ausgetragen und sind damit eine der jüngeren internationalen Meisterschaften in Europa. 1996 und 1998 sowie 2001 bis 2005 fanden sie nicht statt. Die Titelkämpfe gehören seit der Saison 2005/2006 wieder dem BE Circuit an und trumpften in der darauffolgenden Spielzeit mit einem hochkarätigen Starterfeld auf.

## Die Sieger
| Saison    | Herreneinzel            | Dameneinzel       | Herrendoppel                          | Damendoppel                           | Mixed                                 |
| --------- | ----------------------- | ----------------- | ------------------------------------- | ------------------------------------- | ------------------------------------- |
| 1991      | Tamás Gebhard           | Andrea Harsági    | Tamás Gebhard Richárd Bánhidi         | Andrea Dakó Andrea Harsági            | Jeliazko Valkov Diana Filipova        |
| 1992      | Yasen Borisov           | Renni Assenova    | Mihail Popov Svetoslav Stoyanov       | Renni Assenova Raina Tzvetkova        | Emerik Balazs Erika Stich             |
| 1993      | Anatoliy Skripko        | Elena Nozdran     | Vladislav Druzchenko Valerij Strelcov | Elena Nozdran Irina Koloskova         | Valerij Strelcov Elena Nozdran        |
| 1994 1995 | nicht ausgetragen       | nicht ausgetragen | nicht ausgetragen                     | nicht ausgetragen                     | nicht ausgetragen                     |
| 1996      | Mihail Popov            | Victoria Hristova | Mihail Popov Luben Panov              | Victoria Hristova Raina Tzvetkova     | Svetoslav Stoyanov Raina Tzvetkova    |
| 1997      | nicht ausgetragen       | nicht ausgetragen | nicht ausgetragen                     | nicht ausgetragen                     | nicht ausgetragen                     |
| 1998      | Konstantin Dobrev       | Csilla Fórián     | Konstantin Dobrev Asparuch Nedkov     | Diana Koleva Raina Tzvetkova          | Konstantin Dobrev Diana Koleva        |
| 1999      | Hidetaka Yamada         | Maja Pohar        | Harald Koch Jürgen Koch               | Diana Koleva Neli Nedyalkova          | Andrej Pohar Maja Pohar               |
| 2000      | Oliver Pongratz         | Lonneke Janssen   | Mathias Boe Michael Jensen            | Britta Andersen Lene Mørk             | Mathias Boe Britta Andersen           |
| 2001 2005 | nicht ausgetragen       | nicht ausgetragen | nicht ausgetragen                     | nicht ausgetragen                     | nicht ausgetragen                     |
| 2006      | Jan Vondra              | Petya Nedelcheva  | Vladimir Metodiev Stilian Makarski    | Petya Nedelcheva Diana Dimova         | Stilian Makarski Diana Dimova         |
| 2007      | Sho Sasaki              | Tracey Hallam     | Kenichi Hayakawa Kenta Kazuno         | Fiona McKee Charmaine Reid            | Valeriy Atrashchenkov Elena Prus      |
| 2008      | Ville Lång              | Hwang Hye-youn    | Vladimir Metodiev Krasimir Jankov     | Olga Golovanova Anastasia Prokopenko  | Stilian Makarski Diana Dimova         |
| 2009      | Dionysius Hayom Rumbaka | Petya Nedelcheva  | Yulian Hristov Vladimir Metodiev      | Petya Nedelcheva Dimitria Popstoikova | Valeriy Atrashchenkov Elena Prus      |
| 2010      | Yeoh Kay Bin            | Hitomi Oka        | Jürgen Koch Peter Zauner              | Shinta Mulia Sari Yao Lei             | Chayut Triyachart Yao Lei             |
| 2011      | Koichi Saeki            | Minatsu Mitani    | Sam Magee Tony Stephenson             | Alex Bruce Michelle Li                | Sam Magee Chloe Magee                 |
| 2012      | Marcel Reuter           | Kana Ito          | Laurent Constantin Sébastien Vincent  | Sandra-Maria Jensen Line Kjærsfeldt   | Edi Subaktiar Melati Daeva Oktavianti |
| 2013      | Takuto Inoue            | Beatriz Corrales  | Takuto Inoue Yuki Kaneko              | Irina Khlebko Ksenia Polikarpova      | Choi Sol-gyu Kim Hye-rin              |
| 2014      | Misbun Ramdan           | Delphine Lansac   | Zvonimir Đurkinjak Zvonimir Hölbling  | Barbara Bellenberg Ramona Hacks       | Martin Campbell Jillie Cooper         |
| 2015      | Adi Pratama             | Lianne Tan        | Zvonimir Đurkinjak Zvonimir Hölbling  | Chloe Birch Jenny Wallwork            | Tarun Kona Siki Reddy                 |
| 2016      | Pannawit Thongnuam      | Lee Ying Ying     | Ong Yew Sin Teo Ee Yi                 | Jessica Pugh Cheryl Seinen            | Wong Fai Yin Shevon Jemie Lai         |
| 2017      | Luís Enrique Peñalver   | Clara Azurmendi   | Andraž Krapež Samatcha Tovannakasem   | Hwang Yu-mi Kang Chan-hee             | Lukas Resch Miranda Wilson            |
| 2018 2024 | nicht ausgetragen       | nicht ausgetragen | nicht ausgetragen                     | nicht ausgetragen                     | nicht ausgetragen                     |